# Vicente del Olmo Sánchez
Vicente del Olmo Sánchez (Madrid, 1925-Barcelona, 1990) Fou karateka, àrbitre i dirigent esportiu.
Fou mestre estatal de karate, jutge de kumite i professor diplomat de taijutsu per la Federació Francesa. Impartí classes d'arts marcials al Gimnàs Guinardó, establiment que regentà els anys setanta a Barcelona. Fundà l'Organització Catalana de Karate. Va ser director del Comitè de karate de la Federació Catalana de Judo el 1971 i entre el 1980 i el 1981 ocupà el càrrec de vicepresident de la Federació Catalana de Karate. Malgrat que mai no va ser elegit president, va presidir provisionalment la Federació Catalana de Karate dues vegades. La primera des de principis de setembre fins a finals de desembre de 1982, quan va ser presidir el Consell Directiu provisional en una etapa en què no hi havia president, i la segona el 1987, quan va presidir una junta gestora que va ocupar durant uns mesos el buit existent fins que Josep Bosch no va ser elegit president. En homenatge a la seva persona, des del 1991 la Copa Catalana ha dut el nom de Memorial Vicente del Olmo. Rebé la medalla de Forjadors de la història de Catalunya